# فخرالدین علی احمد
فخرالدین علی احمد (انگلیسی: Fakhruddin Ali Ahmed؛ زاده ۱۳ مهٔ ۱۹۰۵ – درگذشته ۱۱ فوریهٔ ۱۹۷۷) سیاست‌مدار اهل هند بود. وی پنجمین رئیس‌جمهور هند از ۲۴ اوت ۱۹۷۴ تا زمان درگذشتش در ۱۱ فوریه ۱۹۷۷ بود.